# Phorbia perssoni
Phorbia perssoni är en tvåvingeart som beskrevs av Willi Hennig 1976. Phorbia perssoni ingår i släktet Phorbia och familjen blomsterflugor. Inga underarter finns listade i Catalogue of Life.